# 松本長兵衛
松本 長兵衛（まつもと ちょうべえ、1896年〈明治29年〉11月23日 - 1978年〈昭和53年〉8月2日）は、日本の政治家。元山形県上山市長（2期）。

## 来歴
山形県南村山郡上山町十日町の吉野屋本家松本長兵衛家に生まれる。東京帝国大学農学部卒業。
1931年に上山町議会議員に初当選。1946年からは、上山町議会議長を務めた。
1947年に上山町長に就任。上山市制施行まで職務を務め、新制中学校の建設整備や、都市計画道路の新設などに尽力した。また、山形県の町村合併審議会会長をつとめ、合併の推進役を担った。山形県町村会長、全国町村会副会長なども務めた。
1954年10月の上山市長選挙に日本社会党公認で出馬し、高橋熊次郎と一騎打ちとなるが、約7,100票の差をつけられて落選（松本長兵衛5,997票、高橋熊次郎13,107票）
1958年9月に上山市長選に出馬し、鈴木行男（遠藤利明の叔父）との一騎打ちを制して初当選。（松本長兵衛12,441票、鈴木行男9,774票）
1962年9月の市長選では、元市議会議長の永田亀之助（永田亀昭の父）との一騎打ちを制して2選。（松本長兵衛11,191票、永田亀之助10,479票）
1966年に市長を引退。
1968年に勲五等双光旭日章を受章。
1974年に斎藤茂吉記念館館長に就任。
1978年8月2日、急性肺炎により死去。同年8月20日に市民会館で告別式が執り行われた。

## 政策
市長就任挨拶にて、市政の基本的な考え方を「他からの力に支配されることのない、正しく明るい市政を公平に行うこと」とした。
また、市長就任時は、赤字財政の立て直しが課題となっており、その解消を図った。その一方で、上山中学校や宮川中学校の建設、上水道の拡張、公衆浴場の改築などの設備投資を行った。
上山温泉郷を「蔵王と茂吉のふるさとかみのやま」をキャッチフレーズとし、1961年のエコーライン開通や国道13号線バイパス供用開始などを利用しながら、市が観光ルートの拠点となるよう施策を展開した。
1964年に市制10周年を迎え、上山小学校南体育館での記念式典、祝賀鼓笛パレード、市内一周駅伝競走、市民憲章の制定、市内各小学校に月桂樹の記念植樹、冊子「かみのやま十年のあゆみ」全戸配布などを実施した。